# Diversitätsindex
Als Diversitätsindex oder Mannigfaltigkeitsindex bezeichnet man Kennzahlen (Indices) zur Bestimmung der Vielfältigkeit in der Gesellschaft (Diversität) oder von Lebensgemeinschaften (Artenvielfalt) eines Naturraums (Biodiversität). Eine weitere Anwendung ist die wirtschaftliche Diversifikation.
Bekannte Diversitätsindizes sind
- der Simpson-Index
- der Shannon-Index